# Kyle Larson
Pour les articles homonymes, voir Larson.
Statistiques en NASCAR Cup Series
Dernière mise à jour : 14 avril 2025 
Kyle Larson est un pilote américain de NASCAR né le 31 juillet 1992 à Sacramento, Californie.
Il remporte le titre de la NASCAR Cup Series en 2021 après avoir également remporté le titre de la NASCAR K&N Pro Series East en 2012.

## Carrière
Depuis la saison 2014, Larson participe au programme complet du championnat de la NASCAR Cup Series.
Il piloté la voiture no 42 de marque Chevrolet Camaro ZL1 au sein de l'écurie Chip Ganassi Racing de 2014 à 2020.
Il y remporte sa première victoire en NASCAR Cup Series le 28 août 2016 sur le Michigan International Speedway à l'occasion du Pure Michigan 400 .
Le 13 avril 2020, Larson est suspendu indéfiniment par la NASCAR, pour avoir proféré une insulte raciste envers son chef mécanicien, lors d'une récente course virtuelle de sports mécaniques. Vingt-quatre heures plus tard, son écurie, Chip Ganassi Racing le congédie, après sept années de collaboration commune . Le 27 avril, il est remplacé en NASCAR Cup Series par Matt Kenseth, pour le restant de la saison 2020.
Il rejoint en 2021 la Hendrick Motorsports où il pilote la voiture Chevrolet N°5. Il remporte de suite le titre de la NASCAR Cup Series 2021.

## Palmarès

### En NASCAR

#### Cup Series

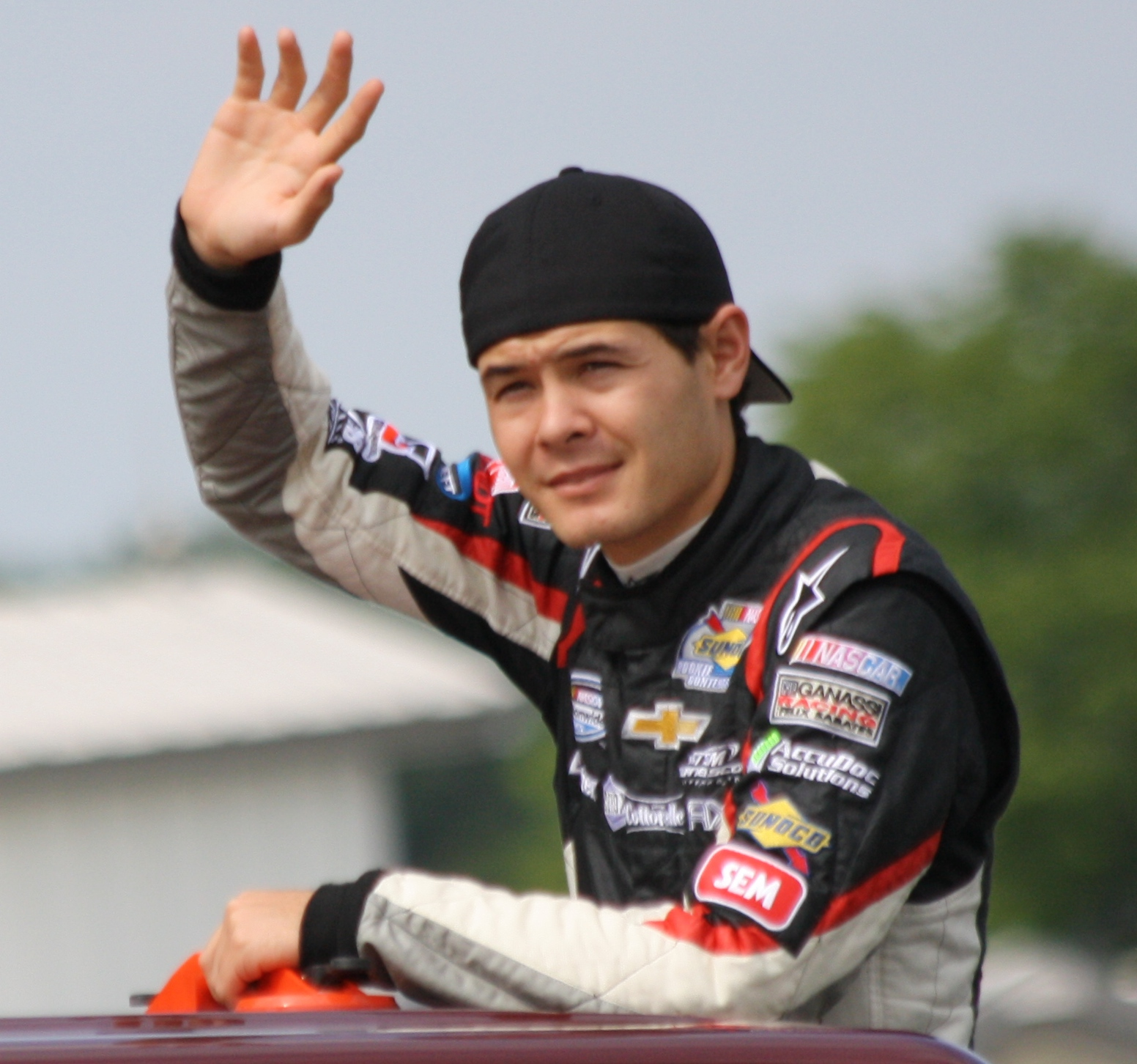
Kyle Larson en 2013 au Road America.

Au 14 avril 2025, Larson a participé à 374 courses en 13 saisons.
- Voiture en 2025 : no 5
- Écurie : Hendrick Motorsports
- Résultat saison 2024: 6e
- Meilleur classement en fin de saison : 1er en 2021
- 1re course : Bank of America 500 2013 (Charlotte)
- Dernière course :  South Point 400 2023 (Las Vegas)
- Première victoire : Pure Michigan 400 2016 (Michigan)
- Dernière victoire : 2025 Food City 500 (Bristol)
- Victoire(s) : 31
- Top5 : 124
- Top10 : 188
- Pole position : 21

| Légende  | Légende |
| -------- | --- |
| Gras     | Pole position décerné par temps de qualification.                                                                                         |
| Italique | Pole position gagnés par les points au classement ou du temps d'essais.                                                                   |
| *        | Plus grand nombre de tours menés. |
| 01       | Aucun point de championnat car inéligible pour le titre lors de cette saison (le pilote concourt pour le titre dans une autre catégorie). |
| Résultats en NASCAR Cup Series[6] | Résultats en NASCAR Cup Series[6] | Résultats en NASCAR Cup Series[6] | Résultats en NASCAR Cup Series[6] | Résultats en NASCAR Cup Series[6]                                    | Résultats en NASCAR Cup Series[6]                                    | Résultats en NASCAR Cup Series[6]                                    | Résultats en NASCAR Cup Series[6]                                    | Résultats en NASCAR Cup Series[6]                                    | Résultats en NASCAR Cup Series[6]                                    | Résultats en NASCAR Cup Series[6]                                    | Résultats en NASCAR Cup Series[6]                                    | Résultats en NASCAR Cup Series[6]                                    | Résultats en NASCAR Cup Series[6]                                    | Résultats en NASCAR Cup Series[6]                                    | Résultats en NASCAR Cup Series[6]                                    | Résultats en NASCAR Cup Series[6]                                    | Résultats en NASCAR Cup Series[6]                                    | Résultats en NASCAR Cup Series[6]                                    | Résultats en NASCAR Cup Series[6]                                    | Résultats en NASCAR Cup Series[6]                                    | Résultats en NASCAR Cup Series[6]                                    | Résultats en NASCAR Cup Series[6]                                    | Résultats en NASCAR Cup Series[6]                                    | Résultats en NASCAR Cup Series[6]                                    | Résultats en NASCAR Cup Series[6]                                    | Résultats en NASCAR Cup Series[6]                                    | Résultats en NASCAR Cup Series[6]                                    | Résultats en NASCAR Cup Series[6]                                    | Résultats en NASCAR Cup Series[6]                                    | Résultats en NASCAR Cup Series[6]                                    | Résultats en NASCAR Cup Series[6]                                    | Résultats en NASCAR Cup Series[6]                                    | Résultats en NASCAR Cup Series[6]                                    | Résultats en NASCAR Cup Series[6]                                    | Résultats en NASCAR Cup Series[6]                                    | Résultats en NASCAR Cup Series[6]                                    | Résultats en NASCAR Cup Series[6]                                    | Résultats en NASCAR Cup Series[6]                                    | Résultats en NASCAR Cup Series[6]                                    | Résultats en NASCAR Cup Series[6]                                    | Résultats en NASCAR Cup Series[6]                                    |
| --------------------------------- | --------------------------------- | --------------------------------- | --------------------------------- | -------------------------------------------------------------------- | -------------------------------------------------------------------- | -------------------------------------------------------------------- | -------------------------------------------------------------------- | -------------------------------------------------------------------- | -------------------------------------------------------------------- | -------------------------------------------------------------------- | -------------------------------------------------------------------- | -------------------------------------------------------------------- | -------------------------------------------------------------------- | -------------------------------------------------------------------- | -------------------------------------------------------------------- | -------------------------------------------------------------------- | -------------------------------------------------------------------- | -------------------------------------------------------------------- | -------------------------------------------------------------------- | -------------------------------------------------------------------- | -------------------------------------------------------------------- | -------------------------------------------------------------------- | -------------------------------------------------------------------- | -------------------------------------------------------------------- | -------------------------------------------------------------------- | -------------------------------------------------------------------- | -------------------------------------------------------------------- | -------------------------------------------------------------------- | -------------------------------------------------------------------- | -------------------------------------------------------------------- | -------------------------------------------------------------------- | -------------------------------------------------------------------- | -------------------------------------------------------------------- | -------------------------------------------------------------------- | -------------------------------------------------------------------- | -------------------------------------------------------------------- | -------------------------------------------------------------------- | -------------------------------------------------------------------- | -------------------------------------------------------------------- | -------------------------------------------------------------------- | -------------------------------------------------------------------- |
| Année                             | Équipe                            | No.                               | Constructeur                      | 1                                                                    | 2                                                                    | 3                                                                    | 4                                                                    | 5                                                                    | 6                                                                    | 7                                                                    | 8                                                                    | 9                                                                    | 10                                                                   | 11                                                                   | 12                                                                   | 13                                                                   | 14                                                                   | 15                                                                   | 16                                                                   | 17                                                                   | 18                                                                   | 19                                                                   | 20                                                                   | 21                                                                   | 22                                                                   | 23                                                                   | 24                                                                   | 25                                                                   | 26                                                                   | 27                                                                   | 28                                                                   | 29                                                                   | 30                                                                   | 31                                                                   | 32                                                                   | 33                                                                   | 34                                                                   | 35                                                                   | 36                                                                   | Clas.                                                                | Pts                                                                  |
| 2013                              | Phoenix Racing                    | 51                                | Chevrolet                         | DAY                                                                  | PHO                                                                  | LVS                                                                  | BRI                                                                  | CAL                                                                  | MAR                                                                  | TEX                                                                  | KAN                                                                  | RCH                                                                  | TAL                                                                  | DAR                                                                  | CLT                                                                  | DOV                                                                  | POC                                                                  | MCH                                                                  | SON                                                                  | KEN                                                                  | DAY                                                                  | NHA                                                                  | IND                                                                  | POC                                                                  | GLN                                                                  | MCH                                                                  | BRI                                                                  | ATL                                                                  | RCH                                                                  | CHI                                                                  | NHA                                                                  | DOV                                                                  | KAN                                                                  | CLT 37                                                               | TAL                                                                  | MAR 42                                                               | TEX 23                                                               | PHO                                                                  | HOM 15                                                               | 57e                                                                  | 01                                                                   |
| 2014                              | Chip Ganassi Racing               | 42                                | Chevrolet                         | DAY 38                                                               | PHO 20                                                               | LVS 19                                                               | BRI 10                                                               | CAL 2                                                                | MAR 27                                                               | TEX 5                                                                | DAR 8                                                                | RCH 16                                                               | TAL 9                                                                | KAN 12                                                               | CLT 18                                                               | DOV 11                                                               | POC 5                                                                | MCH 8                                                                | SON 28                                                               | KEN 40                                                               | DAY 36                                                               | NHA 3                                                                | IND 7                                                                | POC 11                                                               | GLN 4                                                                | MCH 43                                                               | BRI 12                                                               | ATL 8                                                                | RCH 11                                                               | CHI 3                                                                | NHA 2                                                                | DOV 6                                                                | KAN 2                                                                | CLT 6                                                                | TAL 17                                                               | MAR 30                                                               | TEX 7                                                                | PHO 13                                                               | HOM 13                                                               | 17e                                                                  | 1 080                                                                |
| 2015                              | Chip Ganassi Racing               | 42                                | Chevrolet                         | DAY 34                                                               | ATL 26                                                               | LVS 8                                                                | PHO 10                                                               | CAL 26                                                               | MAR QL†                                                              | TEX 25                                                               | BRI 7                                                                | RCH 12                                                               | TAL 42                                                               | KAN 15                                                               | CLT 25                                                               | DOV 3                                                                | POC 8                                                                | MCH 17                                                               | SON 15                                                               | DAY 39                                                               | KEN 35                                                               | NHA 31                                                               | IND 9                                                                | POC 12                                                               | GLN 12                                                               | MCH 13                                                               | BRI 41                                                               | DAR 10                                                               | RCH 12                                                               | CHI 7                                                                | NHA 17                                                               | DOV 9                                                                | CLT 21                                                               | KAN 29                                                               | TAL 24                                                               | MAR 19                                                               | TEX 37                                                               | PHO 21                                                               | HOM 5                                                                | 19e                                                                  | 872                                                                  |
| 2016                              | Chip Ganassi Racing               | 42                                | Chevrolet                         | DAY 7                                                                | ATL 26                                                               | LVS 34                                                               | PHO 12                                                               | CAL 39                                                               | MAR 3                                                                | TEX 14                                                               | BRI 35                                                               | RCH 15                                                               | TAL 29                                                               | KAN 35                                                               | DOV 2                                                                | CLT 13                                                               | POC 11                                                               | MCH 3                                                                | SON 12                                                               | DAY 6                                                                | KEN 19                                                               | NHA 17                                                               | IND 5                                                                | POC 6                                                                | GLN 29                                                               | BRI 24                                                               | MCH 1*                                                               | DAR 3                                                                | RCH 2                                                                | CHI 18                                                               | NHA 10                                                               | DOV 25                                                               | CLT 5                                                                | KAN 30                                                               | TAL 6                                                                | MAR 14                                                               | TEX 15                                                               | PHO 3                                                                | HOM 2*                                                               | 9e                                                                   | 2 288                                                                |
| 2017                              | Chip Ganassi Racing               | 42                                | Chevrolet                         | DAY 12                                                               | ATL 2                                                                | LVS 2                                                                | PHO 2                                                                | CAL 1*                                                               | MAR 17                                                               | TEX 2                                                                | BRI 6*                                                               | RCH 14                                                               | TAL 12                                                               | KAN 6                                                                | CLT 33                                                               | DOV 2*                                                               | POC 7                                                                | MCH 1*                                                               | SON 26                                                               | DAY 29                                                               | KEN 2                                                                | NHA 2                                                                | IND 28                                                               | POC 33                                                               | GLN 23                                                               | MCH 1                                                                | BRI 9                                                                | DAR 14*                                                              | RCH 1                                                                | CHI 5                                                                | NHA 2                                                                | DOV 5                                                                | CLT 10                                                               | TAL 13                                                               | KAN 39                                                               | MAR 37                                                               | TEX 37                                                               | PHO 40                                                               | HOM 3*                                                               | 8e                                                                   | 2 320                                                                |
| 2018                              | Chip Ganassi Racing               | 42                                | Chevrolet                         | DAY 19                                                               | ATL 9                                                                | LVS 3                                                                | PHO 18                                                               | CAL 2                                                                | MAR 16                                                               | TEX 36                                                               | BRI 2*                                                               | RCH 7                                                                | TAL 40                                                               | DOV 10                                                               | KAN 4*                                                               | CLT 7                                                                | POC 2                                                                | MCH 28                                                               | SON 14                                                               | CHI 2                                                                | DAY 29                                                               | KEN 9                                                                | NHA 12                                                               | POC 23                                                               | GLN 6                                                                | MCH 17                                                               | BRI 2                                                                | DAR 3*                                                               | IND 14                                                               | LVS 2                                                                | RCH 7                                                                | CLT 25*                                                              | DOV 12                                                               | TAL 11                                                               | KAN 3                                                                | MAR 37                                                               | TEX 5                                                                | PHO 3                                                                | HOM 13                                                               | 9e                                                                   | 2 299                                                                |
| 2019                              | Chip Ganassi Racing               | 42                                | Chevrolet                         | DAY 7                                                                | ATL 12*                                                              | LVS 12                                                               | PHO 6                                                                | CAL 12                                                               | MAR 18                                                               | TEX 39                                                               | BRI 19                                                               | RCH 37                                                               | TAL 24                                                               | DOV 3                                                                | KAN 8                                                                | CLT 33                                                               | POC 26                                                               | MCH 14                                                               | SON 10                                                               | CHI 2                                                                | DAY 20                                                               | KEN 4                                                                | NHA 33                                                               | POC 5                                                                | GLN 8                                                                | MCH 3                                                                | BRI 6                                                                | DAR 2                                                                | IND 33                                                               | LVS 8                                                                | RCH 6                                                                | CLT 13                                                               | DOV 1                                                                | TAL 39                                                               | KAN 14                                                               | MAR 9                                                                | TEX 12                                                               | PHO 4                                                                | HOM 40                                                               | 6e                                                                   | 2 339                                                                |
| 2020                              | Chip Ganassi Racing               | 42                                | Chevrolet                         | DAY 10                                                               | LVS 9                                                                | CAL 21                                                               | PHO 4                                                                | DAR                                                                  | DAR                                                                  | CLT                                                                  | CLT                                                                  | BRI                                                                  | ATL                                                                  | MAR                                                                  | HOM                                                                  | TAL                                                                  | POC                                                                  | POC                                                                  | IND                                                                  | KEN                                                                  | TEX                                                                  | KAN                                                                  | NHA                                                                  | MCH                                                                  | MCH                                                                  | DAY                                                                  | DOV                                                                  | DOV                                                                  | DAY                                                                  | DAR                                                                  | RCH                                                                  | BRI                                                                  | LVS                                                                  | TAL                                                                  | CLT                                                                  | KAN                                                                  | TEX                                                                  | MAR                                                                  | PHO                                                                  | 34e                                                                  | 121                                                                  |
| 2021                              | Hendrick Motorsports              | 5                                 | Chevrolet                         | DAY 10                                                               | DAY 30                                                               | HOM 4                                                                | LVS 1*                                                               | PHO 7                                                                | ATL 2*                                                               | BRI 29                                                               | MAR 5                                                                | RCH 18                                                               | TAL 40                                                               | KAN 19*                                                              | DAR 2                                                                | DOV 2*                                                               | COA 2                                                                | CLT 1*                                                               | SON 1*                                                               | NSH 1*                                                               | POC 9                                                                | POC 2                                                                | ROA 16                                                               | ATL 18                                                               | NHA 7                                                                | GLN 1                                                                | IND 3*                                                               | MCH 3*                                                               | DAY 20                                                               | DAR 2*                                                               | RCH 6                                                                | BRI 1*                                                               | LVS 10                                                               | TAL 37                                                               | CLT 1                                                                | TEX 1*                                                               | KAN 1*                                                               | MAR 14                                                               | PHO 1*                                                               | 1er                                                                  | 5 040                                                                |
| 2022                              | Hendrick Motorsports              | 5                                 | Chevrolet                         | DAY 32                                                               | CAL 1                                                                | LVS 2                                                                | PHO 34                                                               | ATL 30                                                               | COA 29                                                               | RCH 5                                                                | MAR 19                                                               | BRI 4                                                                | TAL 4                                                                | DOV 6                                                                | DAR 36                                                               | KAN 2                                                                | CLT 9                                                                | GTW 12                                                               | SON 15                                                               | NSH 4                                                                | ROA 3                                                                | ATL 13                                                               | NHA 14                                                               | POC 5                                                                | IND 35                                                               | MCH 7                                                                | RCH 14                                                               | GLN 1                                                                | DAY 37                                                               | DAR 12                                                               | KAN 8                                                                | BRI 5                                                                | TEX 9                                                                | TAL 18                                                               | CLT 35                                                               | LVS 35                                                               | HOM 1*                                                               | MAR 2                                                                | PHO 9                                                                | 7e                                                                   | 2 354                                                                |
| 2022                              | Hendrick Motorsports              | 5                                 | Chevrolet                         | DAY32                                                                | CAL 1                                                                | LVS 2                                                                | PHO 34                                                               | ATL 30                                                               | COA 29                                                               | RCH 5                                                                | MAR 19                                                               | BRD 4                                                                | TAL 4                                                                | DOV 6                                                                | DAR 36                                                               | KAN 2                                                                | CLT 9                                                                | GTW 12                                                               | SON 15                                                               | NSH 4                                                                | ROA 3                                                                | ATL 13                                                               | NHA 14                                                               | POC 5                                                                | IRC 35                                                               | MCH 7                                                                | RCH 14                                                               | GLN 1                                                                | DAY 37                                                               | DAR 12                                                               | KAN 8                                                                | BRI 5                                                                | TEX 9                                                                | TAL 18                                                               | ROV 35                                                               | LVS 35                                                               | HOM 1*                                                               | MARbr />2                                                            | PHO 9                                                                | 7e                                                                   | 2 354                                                                |
| 2023                              | Hendrick Motorsports              | 5                                 | Chevrolet                         | DAY 18                                                               | CAL 29                                                               | LVS 2                                                                | PHO 4*                                                               | ATL 31                                                               | COA 14                                                               | RCH 1                                                                | BRD 35                                                               | MAR 1                                                                | TAL 33                                                               | DOV 32                                                               | KAN 2*                                                               | DAR 20                                                               | CLT 30                                                               | GTW 4                                                                | SON 8                                                                | NSH 5                                                                | CSC 4                                                                | ATL 36                                                               | NHA 3                                                                | POC 20                                                               | RCH 19                                                               | MCH 5                                                                | IRC 8                                                                | GLN 26                                                               | DAY 27                                                               | DAR 1                                                                | KAN 4*                                                               | BRI 2                                                                | TEX 31                                                               | TAL 15                                                               | ROV 13                                                               | LVS 1*                                                               | HOM 34*                                                              | MAR 6                                                                | PHO 3                                                                | 2e                                                                   | 5 034                                                                |
| 2024                              | Hendrick Motorsports              | 5                                 | Chevrolet                         | DAY 11                                                               | ATL 32                                                               | LVS 1*                                                               | PHO 14                                                               | BRI 5                                                                | COA 17                                                               | RCH 3                                                                | MAR 2                                                                | TEX 21*                                                              | TAL 21                                                               | DOV 2                                                                | KAN 1                                                                | DAR 34                                                               | CLT QL‡                                                              | GTW 10                                                               | SON 1                                                                | IOW 34                                                               | NHA 4                                                                | NSH 8                                                                | CSC 39                                                               | POC 13                                                               | IND 1                                                                | RCH 7                                                                | MCH 34*                                                              | DAY 21                                                               | DAR 4*                                                               | ATL 37                                                               | GLN 12                                                               | BRI 1*                                                               | KAN 26                                                               | TAL 4                                                                | ROV 1*                                                               | LVS 11                                                               | HOM 13                                                               | MAR 3                                                                | PHO 4                                                                | 6e                                                                   | 2378                                                                 |
| 2025                              | Hendrick Motorsports              | 5                                 | Chevrolet                         | DAY 20                                                               | ATL 3                                                                | COA 32                                                               | PHO 3                                                                | LVS 9*                                                               | HOM 1                                                                | MAR 5                                                                | DAR 37                                                               | BRI 1*                                                               | TAL                                                                  | TEX                                                                  | KAN                                                                  | CLT                                                                  | NSH                                                                  | MCH                                                                  | MXC                                                                  | POC                                                                  | ATL                                                                  | CSC                                                                  | SON                                                                  | DOV                                                                  | IND                                                                  | IOW                                                                  | GLN                                                                  | RCH                                                                  | DAY                                                                  | DAR                                                                  | GTW                                                                  | BRI                                                                  | NHA                                                                  | KAN                                                                  | ROV                                                                  | LVS                                                                  | TAL                                                                  | MAR                                                                  | PHO                                                                  | -*                                                                   | -*                                                                   |
| Note :                            | Note :                            | Note :                            | Note :                            | † – Qualifié mais remplacé pour la course par le pilote Regan Smith. | † – Qualifié mais remplacé pour la course par le pilote Regan Smith. | † – Qualifié mais remplacé pour la course par le pilote Regan Smith. | † – Qualifié mais remplacé pour la course par le pilote Regan Smith. | † – Qualifié mais remplacé pour la course par le pilote Regan Smith. | † – Qualifié mais remplacé pour la course par le pilote Regan Smith. | † – Qualifié mais remplacé pour la course par le pilote Regan Smith. | † – Qualifié mais remplacé pour la course par le pilote Regan Smith. | † – Qualifié mais remplacé pour la course par le pilote Regan Smith. | † – Qualifié mais remplacé pour la course par le pilote Regan Smith. | † – Qualifié mais remplacé pour la course par le pilote Regan Smith. | † – Qualifié mais remplacé pour la course par le pilote Regan Smith. | † – Qualifié mais remplacé pour la course par le pilote Regan Smith. | † – Qualifié mais remplacé pour la course par le pilote Regan Smith. | † – Qualifié mais remplacé pour la course par le pilote Regan Smith. | † – Qualifié mais remplacé pour la course par le pilote Regan Smith. | † – Qualifié mais remplacé pour la course par le pilote Regan Smith. | † – Qualifié mais remplacé pour la course par le pilote Regan Smith. | † – Qualifié mais remplacé pour la course par le pilote Regan Smith. | † – Qualifié mais remplacé pour la course par le pilote Regan Smith. | † – Qualifié mais remplacé pour la course par le pilote Regan Smith. | † – Qualifié mais remplacé pour la course par le pilote Regan Smith. | † – Qualifié mais remplacé pour la course par le pilote Regan Smith. | † – Qualifié mais remplacé pour la course par le pilote Regan Smith. | † – Qualifié mais remplacé pour la course par le pilote Regan Smith. | † – Qualifié mais remplacé pour la course par le pilote Regan Smith. | † – Qualifié mais remplacé pour la course par le pilote Regan Smith. | † – Qualifié mais remplacé pour la course par le pilote Regan Smith. | † – Qualifié mais remplacé pour la course par le pilote Regan Smith. | † – Qualifié mais remplacé pour la course par le pilote Regan Smith. | † – Qualifié mais remplacé pour la course par le pilote Regan Smith. | † – Qualifié mais remplacé pour la course par le pilote Regan Smith. | † – Qualifié mais remplacé pour la course par le pilote Regan Smith. | † – Qualifié mais remplacé pour la course par le pilote Regan Smith. | † – Qualifié mais remplacé pour la course par le pilote Regan Smith. | † – Qualifié mais remplacé pour la course par le pilote Regan Smith. | † – Qualifié mais remplacé pour la course par le pilote Regan Smith. | † – Qualifié mais remplacé pour la course par le pilote Regan Smith. |
| Résultats au Daytona 500[7] | Résultats au Daytona 500[7] | Résultats au Daytona 500[7] | Résultats au Daytona 500[7] | Résultats au Daytona 500[7] |
| --------------------------- | --------------------------- | --------------------------- | --------------------------- | --------------------------- |
| Année                       | L'équipe                    | Fabricant                   | Position au                 | Position au                 |
| Année                       | L'équipe                    | Fabricant                   | Départ                      | Arrivée                     |
| 2014                        | Chip Ganassi Racing         | Chevrolet                   | 16                          | 38                          |
| 2015                        | Chip Ganassi Racing         | Chevrolet                   | 29                          | 34                          |
| 2016                        | Chip Ganassi Racing         | Chevrolet                   | 14                          | 7                           |
| 2017                        | Chip Ganassi Racing         | Chevrolet                   | 16                          | 12                          |
| 2018                        | Chip Ganassi Racing         | Chevrolet                   | 38                          | 19                          |
| 2019                        | Chip Ganassi Racing         | Chevrolet                   | 26                          | 7                           |
| 2020                        | Chip Ganassi Racing         | Chevrolet                   | 8                           | 10                          |
| 2021                        | Hendrick Motorsports        | Chevrolet                   | 13                          | 10                          |
| 2022                        | Hendrick Motorsports        | Chevrolet                   | 1                           | 32                          |
| 2023                        | Hendrick Motorsports        | Chevrolet                   | 2                           | 18                          |
| 2024                        | Hendrick Motorsports        | Chevrolet                   | 17                          | 11                          |
| 2025                        | Hendrick Motorsports        | Chevrolet                   | 22                          | 20                          |

#### Xfinity Series
Au 14 avril 2025, Larson a participé à 118 courses sur 10 saisons :
- Dernière saison : Voitures Chevrolet no 17 de la Hendrick Motorsports en 2025
- Résultat dernière saison : 79e en 2024
- Meilleur classement en fin de saison : 8e en 2013
- Première course : DRIVE4COPD 300 de 2013 (à Daytona)
- Dernière course : SciAps 300 de 2025 (à Britstol)
- Première victoire : Treatmyclot.com 300 de 2014 (à Fontana)
- Dernière victoire : SciAps 300 de 2025 (à Britstol)
- Victoire(s) : 16
- Top5 : 60
- Top10 : 84
- Pole position : 8

| Légende  | Légende |
| -------- | --- |
| Gras     | Pole position décerné par temps de qualification.                                                                                         |
| Italique | Pole position gagnés par les points au classement ou du temps d'essais.                                                                   |
| *        | Plus grand nombre de tours menés. |
| 01       | Aucun point de championnat car inéligible pour le titre lors de cette saison (le pilote concourt pour le titre dans une autre catégorie). |
| Résultats en NASCAR Xfinity Series[8] | Résultats en NASCAR Xfinity Series[8] | Résultats en NASCAR Xfinity Series[8] | Résultats en NASCAR Xfinity Series[8] | Résultats en NASCAR Xfinity Series[8] | Résultats en NASCAR Xfinity Series[8] | Résultats en NASCAR Xfinity Series[8] | Résultats en NASCAR Xfinity Series[8] | Résultats en NASCAR Xfinity Series[8] | Résultats en NASCAR Xfinity Series[8] | Résultats en NASCAR Xfinity Series[8] | Résultats en NASCAR Xfinity Series[8] | Résultats en NASCAR Xfinity Series[8] | Résultats en NASCAR Xfinity Series[8] | Résultats en NASCAR Xfinity Series[8] | Résultats en NASCAR Xfinity Series[8] | Résultats en NASCAR Xfinity Series[8] | Résultats en NASCAR Xfinity Series[8] | Résultats en NASCAR Xfinity Series[8] | Résultats en NASCAR Xfinity Series[8] | Résultats en NASCAR Xfinity Series[8] | Résultats en NASCAR Xfinity Series[8] | Résultats en NASCAR Xfinity Series[8] | Résultats en NASCAR Xfinity Series[8] | Résultats en NASCAR Xfinity Series[8] | Résultats en NASCAR Xfinity Series[8] | Résultats en NASCAR Xfinity Series[8] | Résultats en NASCAR Xfinity Series[8] | Résultats en NASCAR Xfinity Series[8] | Résultats en NASCAR Xfinity Series[8] | Résultats en NASCAR Xfinity Series[8] | Résultats en NASCAR Xfinity Series[8] | Résultats en NASCAR Xfinity Series[8] | Résultats en NASCAR Xfinity Series[8] | Résultats en NASCAR Xfinity Series[8] | Résultats en NASCAR Xfinity Series[8] | Résultats en NASCAR Xfinity Series[8] | Résultats en NASCAR Xfinity Series[8] | Résultats en NASCAR Xfinity Series[8] |
| ------------------------------------- | ------------------------------------- | ------------------------------------- | ------------------------------------- | ------------------------------------- | ------------------------------------- | ------------------------------------- | ------------------------------------- | ------------------------------------- | ------------------------------------- | ------------------------------------- | ------------------------------------- | ------------------------------------- | ------------------------------------- | ------------------------------------- | ------------------------------------- | ------------------------------------- | ------------------------------------- | ------------------------------------- | ------------------------------------- | ------------------------------------- | ------------------------------------- | ------------------------------------- | ------------------------------------- | ------------------------------------- | ------------------------------------- | ------------------------------------- | ------------------------------------- | ------------------------------------- | ------------------------------------- | ------------------------------------- | ------------------------------------- | ------------------------------------- | ------------------------------------- | ------------------------------------- | ------------------------------------- | ------------------------------------- | ------------------------------------- | ------------------------------------- |
| Année                                 | Équipe                                | No.                                   | Constructeur                          | 1                                     | 2                                     | 3                                     | 4                                     | 5                                     | 6                                     | 7                                     | 8                                     | 9                                     | 10                                    | 11                                    | 12                                    | 13                                    | 14                                    | 15                                    | 16                                    | 17                                    | 18                                    | 19                                    | 20                                    | 21                                    | 22                                    | 23                                    | 24                                    | 25                                    | 26                                    | 27                                    | 28                                    | 29                                    | 30                                    | 31                                    | 32                                    | 33                                    | Clas.                                 | Pts                                   |
| 2013                                  | Turner Scott Motorsports (en)         | 32                                    | Chevrolet                             | DAY 13                                | PHO 13                                | LVS 32                                | BRI 2                                 | CAL 6                                 | TEX 32                                | RCH 8                                 | TAL 38                                | DAR 6                                 | CLT 4                                 | DOV 10                                | IOW 5                                 | MCH 2                                 | ROA 7                                 | KEN 7                                 | DAY 6                                 | NHA 14                                | CHI 12                                | IND 11                                | IOW 5                                 | GLN 30                                | MOH 14                                | BRI 5                                 | ATL 5                                 | RCH 14                                | CHI 32                                | KEN 33                                | DOV 2                                 | KAN 30                                | CLT 13                                | TEX 9                                 | PHO 32                                | HOM 2*                                | 8e                                    | 995                                   |
| 2014                                  | Turner Scott Motorsports (en)         | 42                                    | Chevrolet                             | DAY 10                                | PHO 4                                 | LVS 3                                 | BRI 2                                 | CAL 1                                 | TEX 3                                 | DAR 6                                 | RCH 4                                 | TAL 30                                | IOW                                   | CLT 1*                                | DOV 6                                 | MCH 8*                                | ROA                                   | KEN 9                                 | DAY 5                                 | NHA 4                                 | CHI 3                                 | IND 8                                 | IOW                                   | GLN 15                                | MOH                                   | BRI 26                                | ATL 3                                 | RCH 13                                | CHI 2                                 | KEN                                   | DOV 6                                 | KAN 30                                | CLT 5                                 | TEX 12                                | PHO 13                                | HOM 3*                                | 80e                                   | 01                                    |
| 2015                                  | Leavine Family Racing (en)            | 42                                    | Chevrolet                             | DAY 8                                 | ATL 10                                | LVS                                   | PHO                                   | CAL 7                                 | TEX                                   | BRI                                   | RCH                                   | TAL                                   | IOW                                   | CLT 33                                | DOV                                   | MCH 3                                 | CHI                                   | DAY                                   | KEN                                   | NHA                                   | IND 7                                 | IOW                                   | GLN 28                                | MOH                                   | BRI 2                                 | ROA                                   | DAR 7                                 | RCH                                   | CHI 22                                | KEN                                   | DOV 5                                 | CLT                                   | KAN                                   | TEX 33                                | PHO 15                                | HOM 1*                                | 87e                                   | 01                                    |
| 2016                                  | Chip Ganassi Racing                   | 42                                    | Chevrolet                             | DAY 34                                | ATL 2                                 | LVS                                   | PHO                                   | CAL 8                                 | TEX 11                                | BRI 3*                                | RCH                                   | TAL                                   | DOV                                   | CLT 6                                 | POC 1*                                | MCH                                   | IOW                                   | DAY                                   | KEN                                   | NHA                                   | IND 4                                 | IOW                                   | GLN 3                                 | MOH                                   | BRI 3*                                | ROA                                   | DAR 4                                 | RCH                                   | CHI 2                                 | KEN                                   | DOV                                   | CLT 4*                                | KAN 5                                 | TEX 1                                 | PHO                                   | HOM 7                                 | 87e                                   | 01                                    |
| 2017                                  | Chip Ganassi Racing                   | 42                                    | Chevrolet                             | DAY                                   | ATL 3                                 | LVS 2                                 | PHO                                   | CAL 1                                 | TEX                                   | BRI 7*                                | RCH 1                                 | TAL                                   | CLT                                   | DOV 1*                                | POC 3                                 | MCH                                   | IOW                                   | DAY                                   | KEN                                   | NHA 4                                 | IND                                   | IOW                                   | GLN 40                                | MOH                                   | BRI                                   | ROA                                   | DAR                                   | RCH                                   | CHI 2                                 | KEN                                   | DOV                                   | CLT                                   | KAN                                   | TEX 3                                 | PHO                                   | HOM                                   | 86e                                   | 01                                    |
| 2018                                  | Chip Ganassi Racing                   | 42                                    | Chevrolet                             | DAY 29*                               | ATL                                   | LVS 1*                                | PHO                                   | CAL                                   | TEX                                   | BRI                                   | RCH                                   | TAL                                   | DOV                                   | CLT                                   | POC                                   | MCH                                   | IOW                                   | CHI 1*                                | DAY 1*                                | KEN                                   | NHA                                   | IOW                                   | GLN 27                                | MOH                                   | BRI 1*                                | ROA                                   | DAR                                   | IND                                   | LVS                                   | RCH                                   | CLT                                   | DOV                                   | KAN                                   | TEX                                   | PHO                                   | HOM                                   | 83e                                   | 01                                    |
| 2022                                  | Hendrick Motorsports                  | 17                                    | Chevrolet                             | DAY                                   | CAL                                   | LVS                                   | PHO                                   | ATL                                   | COA                                   | RCH                                   | MAR                                   | TAL                                   | DOV                                   | DAR                                   | TEX                                   | CLT                                   | PIR                                   | NSH                                   | ROA 2*                                | ATL                                   | NHA                                   | POC                                   | IND                                   | MCH                                   |                                       |                                       | DAR 5                                 | KAN                                   | BRI                                   | TEX                                   | TAL                                   | CLT                                   | LVS                                   | HOM                                   | MAR                                   | PHO                                   | 74e                                   | 01                                    |
| 2022                                  | JR Motorsports (en)                   | 88                                    | Chevrolet                             |                                       |                                       |                                       |                                       |                                       |                                       |                                       |                                       |                                       |                                       |                                       |                                       |                                       |                                       |                                       |                                       |                                       |                                       |                                       |                                       |                                       | GLN 1                                 | DAY                                   |                                       |                                       |                                       |                                       |                                       |                                       |                                       |                                       |                                       |                                       | 74e                                   | 01                                    |
| 2023                                  | Kaulig Racing                         | 10                                    | Chevrolet                             | DAY                                   | CAL                                   | LVS                                   | PHO                                   | ATL                                   | COA                                   | RCH                                   | MAR                                   | TAL                                   | DOV                                   | DAR 1                                 | CLT                                   | PIR                                   |                                       |                                       |                                       |                                       |                                       |                                       |                                       |                                       |                                       |                                       |                                       |                                       |                                       |                                       |                                       |                                       |                                       |                                       |                                       |                                       | 75e                                   | 01                                    |
| 2023                                  | Hendrick Motorsports                  | 17                                    | Chevrolet                             |                                       |                                       |                                       |                                       |                                       |                                       |                                       |                                       |                                       |                                       |                                       |                                       |                                       | SON 3*                                | NSH                                   | CSC                                   | ATL                                   | NHA                                   | POC                                   | ROA                                   | MCH                                   | IRC                                   | GLN                                   | DAY                                   | DAR 38                                | KAN                                   | BRI                                   | TEX                                   | ROV                                   | LVS                                   | HOM                                   | MAR                                   | PHO                                   | 75e                                   | 01                                    |
| 2024                                  | Hendrick Motorsports                  | 17                                    | Chevrolet                             | DAY                                   | ATL                                   | LVS                                   | PHO                                   | COA 1                                 | RCH                                   | MAR                                   | TEX                                   | TAL                                   | DOV                                   | DAR                                   | CLT                                   | PIR                                   | SON                                   | IOW                                   | NHA                                   | NSH                                   | CSC 3                                 | POC                                   | IND                                   | MCH                                   | DAY                                   | DAR                                   | ATL                                   | GLN                                   | BRI                                   | KAN                                   | TAL                                   | ROV                                   | LVS                                   | HOM                                   | MAR                                   | PHO                                   | 79e                                   | 01                                    |
| 2025                                  | Hendrick Motorsports                  | 17                                    | Chevrolet                             | DAY                                   | ATL                                   | COA                                   | PHO                                   | LVS                                   | HOM 4*                                | MAR                                   | DAR                                   | BRI 1*                                | CAR                                   | TAL                                   | TEX                                   | CLT                                   | NSH                                   | MXC                                   | POC                                   | ATL                                   | CSC                                   | SON                                   | DOV                                   | IND                                   | IOW                                   | GLN                                   | DAY                                   | PIR                                   | GTW                                   | BRI                                   | KAN                                   | ROV                                   | LVS                                   | TAL                                   | MAR                                   | PHO                                   | -*                                    | -*                                    |

#### Truck Series
Au 14 avril 2025, Larson a participé à 17 courses réparties sur 8 saisons :
- Dernière saison : Voiture Chevrolet no 07 de la Spire Motorsports en 2025
- Résultat dernière saison : 86e en 2023
- Meilleur classement en fin de saison : 35e en 2012
- Première course : UNOH 225 de 2012 (au Kentucky)
- Dernière course : Weather Guard Truck Race de 2025  (à Bristol)
- Première victoire : North Carolina Education Lottery 200 de 2013 (à Rockingham)
- Dernière victoire : Baptist Health 200 de 2025 (à Homestead)
- Victoire(s) : 4
- Top5 : 10
- Top10 : 13
- Pole position : 2

| Légende  | Légende |
| -------- | --- |
| Gras     | Pole position décerné par temps de qualification.                                                                                         |
| Italique | Pole position gagnés par les points au classement ou du temps d'essais.                                                                   |
| *        | Plus grand nombre de tours menés. |
| 01       | Aucun point de championnat car inéligible pour le titre lors de cette saison (le pilote concourt pour le titre dans une autre catégorie). |
| Résultats en NASCAR Camping World Truck Series[9] | Résultats en NASCAR Camping World Truck Series[9] | Résultats en NASCAR Camping World Truck Series[9] | Résultats en NASCAR Camping World Truck Series[9] | Résultats en NASCAR Camping World Truck Series[9] | Résultats en NASCAR Camping World Truck Series[9] | Résultats en NASCAR Camping World Truck Series[9] | Résultats en NASCAR Camping World Truck Series[9] | Résultats en NASCAR Camping World Truck Series[9] | Résultats en NASCAR Camping World Truck Series[9] | Résultats en NASCAR Camping World Truck Series[9] | Résultats en NASCAR Camping World Truck Series[9] | Résultats en NASCAR Camping World Truck Series[9] | Résultats en NASCAR Camping World Truck Series[9] | Résultats en NASCAR Camping World Truck Series[9] | Résultats en NASCAR Camping World Truck Series[9] | Résultats en NASCAR Camping World Truck Series[9] | Résultats en NASCAR Camping World Truck Series[9] | Résultats en NASCAR Camping World Truck Series[9] | Résultats en NASCAR Camping World Truck Series[9] | Résultats en NASCAR Camping World Truck Series[9] | Résultats en NASCAR Camping World Truck Series[9] | Résultats en NASCAR Camping World Truck Series[9] | Résultats en NASCAR Camping World Truck Series[9] | Résultats en NASCAR Camping World Truck Series[9] | Résultats en NASCAR Camping World Truck Series[9] | Résultats en NASCAR Camping World Truck Series[9] | Résultats en NASCAR Camping World Truck Series[9] | Résultats en NASCAR Camping World Truck Series[9] | Résultats en NASCAR Camping World Truck Series[9] | Résultats en NASCAR Camping World Truck Series[9] |
| ------------------------------------------------- | ------------------------------------------------- | ------------------------------------------------- | ------------------------------------------------- | ------------------------------------------------- | ------------------------------------------------- | ------------------------------------------------- | ------------------------------------------------- | ------------------------------------------------- | ------------------------------------------------- | ------------------------------------------------- | ------------------------------------------------- | ------------------------------------------------- | ------------------------------------------------- | ------------------------------------------------- | ------------------------------------------------- | ------------------------------------------------- | ------------------------------------------------- | ------------------------------------------------- | ------------------------------------------------- | ------------------------------------------------- | ------------------------------------------------- | ------------------------------------------------- | ------------------------------------------------- | ------------------------------------------------- | ------------------------------------------------- | ------------------------------------------------- | ------------------------------------------------- | ------------------------------------------------- | ------------------------------------------------- | ------------------------------------------------- |
| Année                                             | Équipe                                            | No.                                               | Constructeur                                      | 1                                                 | 2                                                 | 3                                                 | 4                                                 | 5                                                 | 6                                                 | 7                                                 | 8                                                 | 9                                                 | 10                                                | 11                                                | 12                                                | 13                                                | 14                                                | 15                                                | 16                                                | 17                                                | 18                                                | 19                                                | 20                                                | 21                                                | 22                                                | 23                                                | 24                                                | 25                                                | Clas.                                             | Pts                                               |
| 2012                                              | Turner Motorsports (en)                           | 4                                                 | Chevrolet                                         | DAY                                               | MAR                                               | CAR                                               | KAN                                               | CLT                                               | DOV                                               | TEX                                               | KEN 10                                            | IOW                                               | CHI                                               | POC                                               | MCH                                               | BRI                                               | ATL 6                                             | IOW                                               | KEN                                               | LVS                                               | TAL                                               | MAR                                               | TEX                                               | PHO 2                                             | HOM 27*                                           |                                                   |                                                   |                                                   | 35e                                               | 134                                               |
| 2013                                              | Turner Scott Motorsports (en)                     | 30                                                | Chevrolet                                         | DAY                                               | MAR                                               | CAR 1*                                            | KAN                                               | CLT                                               | DOV                                               | TEX                                               | KEN                                               | IOW                                               | ELD 2                                             | POC                                               | MCH                                               | BRI                                               | MSP                                               | IOW                                               | CHI                                               | LVS                                               | TAL                                               | MAR                                               | TEX                                               | PHO                                               | HOM                                               |                                                   |                                                   |                                                   | 85e                                               | 01                                                |
| 2014                                              | Turner Scott Motorsports (en)                     | 32                                                | Chevrolet                                         | DAY                                               | MAR                                               | KAN                                               | CLT                                               | DOV                                               | TEX                                               | GTW                                               | KEN                                               | IOW                                               | ELD 26                                            | POC 18                                            | MCH                                               | BRI                                               | MSP                                               | CHI                                               | NHA                                               | LVS                                               | TAL                                               | MAR                                               | TEX                                               | PHO                                               |                                                   |                                                   |                                                   |                                                   | 92e                                               | 01                                                |
| 2014                                              | Turner Scott Motorsports (en)                     | 42                                                | Chevrolet                                         |                                                   |                                                   |                                                   |                                                   |                                                   |                                                   |                                                   |                                                   |                                                   |                                                   |                                                   |                                                   |                                                   |                                                   |                                                   |                                                   |                                                   |                                                   |                                                   |                                                   |                                                   | HOM 2*                                            |                                                   |                                                   |                                                   | 92e                                               | 01                                                |
| 2015                                              | JR Motorsports (en)                               | 00                                                | Chevrolet                                         | DAY                                               | ATL                                               | MAR                                               | KAN                                               | CLT                                               | DOV                                               | TEX                                               | GTW                                               | IOW                                               | KEN                                               | ELD                                               | POC                                               | MCH                                               | BRI                                               | MSP                                               | CHI 7                                             | NHA                                               | LVS                                               | TAL                                               | MAR                                               | TEX                                               | PHO                                               | HOM                                               |                                                   |                                                   | 93e                                               | 01                                                |
| 2016                                              | GMS Racing (en)                                   | 24                                                | Chevrolet                                         | DAY                                               | ATL                                               | MAR 4                                             | KAN                                               | DOV                                               | CLT                                               | TEX                                               | IOW                                               | GTW                                               | KEN                                               | ELD 1                                             | POC                                               | BRI                                               | MCH                                               | MSP                                               | CHI                                               | NHA                                               | LVS                                               | TAL                                               | MAR                                               | TEX                                               | PHO                                               | HOM 4*                                            |                                                   |                                                   | 82e                                               | 01                                                |
| 2021                                              | Niece Motorsports (en)                            | 44                                                | Chevrolet                                         | DAY                                               | DAY                                               | LVS                                               | ATL                                               | BRI 35                                            | RCH                                               | KAN                                               | DAR                                               | COA                                               | CLT                                               | TEX                                               | NSH                                               | POC                                               | KNX                                               | GLN                                               | GTW                                               | DAR                                               | BRI                                               | LVS                                               | TAL                                               | MAR                                               | PHO                                               |                                                   |                                                   |                                                   | 115e                                              | 01                                                |
| 2023                                              | Spire Motorsports                                 | 7                                                 | Chevrolet                                         | DAY                                               | LVS                                               | ATL                                               | COA                                               | TEX                                               | BRD                                               | MAR                                               | KAN                                               | DAR                                               | NWS 1*                                            | CLT                                               | GTW                                               | NSH                                               | MOH                                               | POC                                               | RCH                                               | IRP                                               | MLW                                               | KAN                                               | BRI                                               | TAL                                               | HOM                                               | PHO                                               |                                                   |                                                   | 86e                                               | 01                                                |
| 2025                                              | Spire Motorsports                                 | 07                                                | Chevrolet                                         | DAY                                               | ATL                                               | LVS                                               | HOM 1                                             | MAR                                               | BRI 2                                             | CAR                                               | TEX                                               | KAN                                               | NWS                                               | CLT                                               | NSH                                               | MCH                                               | POC                                               | LRP                                               | IRP                                               | GLN                                               | RCH                                               | DAR                                               | BRI                                               | NHA                                               | ROV                                               | TAL                                               | MAR                                               | PHO                                               | -*                                                | -*                                                |

### En ARCA
| Légende  | Légende |
| -------- | --- |
| Gras     | Pole position décerné par temps de qualification.                                                                                         |
| Italique | Pole position gagnés par les points au classement ou du temps d'essais.                                                                   |
| *        | Plus grand nombre de tours menés. |
| 01       | Aucun point de championnat car inéligible pour le titre lors de cette saison (le pilote concourt pour le titre dans une autre catégorie). |

#### East
| Résultats en ARCA Menards Series East[10] | Résultats en ARCA Menards Series East[10] | Résultats en ARCA Menards Series East[10] | Résultats en ARCA Menards Series East[10] | Résultats en ARCA Menards Series East[10] | Résultats en ARCA Menards Series East[10] | Résultats en ARCA Menards Series East[10] | Résultats en ARCA Menards Series East[10] | Résultats en ARCA Menards Series East[10] | Résultats en ARCA Menards Series East[10] | Résultats en ARCA Menards Series East[10] | Résultats en ARCA Menards Series East[10] | Résultats en ARCA Menards Series East[10] | Résultats en ARCA Menards Series East[10] | Résultats en ARCA Menards Series East[10] | Résultats en ARCA Menards Series East[10] | Résultats en ARCA Menards Series East[10] | Résultats en ARCA Menards Series East[10] | Résultats en ARCA Menards Series East[10] | Résultats en ARCA Menards Series East[10] |
| ----------------------------------------- | ----------------------------------------- | ----------------------------------------- | ----------------------------------------- | ----------------------------------------- | ----------------------------------------- | ----------------------------------------- | ----------------------------------------- | ----------------------------------------- | ----------------------------------------- | ----------------------------------------- | ----------------------------------------- | ----------------------------------------- | ----------------------------------------- | ----------------------------------------- | ----------------------------------------- | ----------------------------------------- | ----------------------------------------- | ----------------------------------------- | ----------------------------------------- |
| Année                                     | Équipe                                    | No.                                       | Constructeur                              | 1                                         | 2                                         | 3                                         | 4                                         | 5                                         | 6                                         | 7                                         | 8                                         | 9                                         | 10                                        | 11                                        | 12                                        | 13                                        | 14                                        | Clas.                                     | Pts                                       |
| 2012                                      | Rev Racing (en)                           | 6                                         | Toyota                                    | BRI 9                                     | GRE 17                                    | RCH 4                                     |                                           | BGS 5                                     | JFC 1                                     | LGY 7                                     | CNB 2                                     | COL 21                                    | IOW 2                                     | NHA 1                                     | DOV 5                                     | GRE 4                                     | CAR 6                                     | 1er                                       | 536                                       |
| 2012                                      | Rev Racing (en)                           | 69                                        | Toyota                                    |                                           |                                           |                                           | IOW 6                                     |                                           |                                           |                                           |                                           |                                           |                                           |                                           |                                           |                                           |                                           | 1er                                       | 536                                       |

#### West
| Résultats en ARCA Menards Series West[11] | Résultats en ARCA Menards Series West[11] | Résultats en ARCA Menards Series West[11] | Résultats en ARCA Menards Series West[11] | Résultats en ARCA Menards Series West[11] | Résultats en ARCA Menards Series West[11] | Résultats en ARCA Menards Series West[11] | Résultats en ARCA Menards Series West[11] | Résultats en ARCA Menards Series West[11] | Résultats en ARCA Menards Series West[11] | Résultats en ARCA Menards Series West[11] | Résultats en ARCA Menards Series West[11] | Résultats en ARCA Menards Series West[11] | Résultats en ARCA Menards Series West[11] | Résultats en ARCA Menards Series West[11] | Résultats en ARCA Menards Series West[11] | Résultats en ARCA Menards Series West[11] | Résultats en ARCA Menards Series West[11] | Résultats en ARCA Menards Series West[11] | Résultats en ARCA Menards Series West[11] |
| ----------------------------------------- | ----------------------------------------- | ----------------------------------------- | ----------------------------------------- | ----------------------------------------- | ----------------------------------------- | ----------------------------------------- | ----------------------------------------- | ----------------------------------------- | ----------------------------------------- | ----------------------------------------- | ----------------------------------------- | ----------------------------------------- | ----------------------------------------- | ----------------------------------------- | ----------------------------------------- | ----------------------------------------- | ----------------------------------------- | ----------------------------------------- | ----------------------------------------- |
| Année                                     | Équipe                                    | No.                                       | Constructeur                              | 1                                         | 2                                         | 3                                         | 4                                         | 5                                         | 6                                         | 7                                         | 8                                         | 9                                         | 10                                        | 11                                        | 12                                        | 13                                        | 14                                        | Clas.                                     | Pts                                       |
| 2014                                      | Turner Scott Motorsports (en)             | 42                                        | Chevrolet                                 | PHO                                       | IRW                                       | S99                                       | IOW                                       | KCR                                       | SON 1**                                   | SLS                                       | CNS                                       | IOW                                       | EVG                                       | KCR                                       | MMP                                       | AAS                                       | PHO                                       | 47e                                       | 48                                        |

#### Menards Series
| Résultats en ARCA Menards Series[12] | Résultats en ARCA Menards Series[12] | Résultats en ARCA Menards Series[12] | Résultats en ARCA Menards Series[12] | Résultats en ARCA Menards Series[12] | Résultats en ARCA Menards Series[12] | Résultats en ARCA Menards Series[12] | Résultats en ARCA Menards Series[12] | Résultats en ARCA Menards Series[12] | Résultats en ARCA Menards Series[12] | Résultats en ARCA Menards Series[12] | Résultats en ARCA Menards Series[12] | Résultats en ARCA Menards Series[12] | Résultats en ARCA Menards Series[12] | Résultats en ARCA Menards Series[12] | Résultats en ARCA Menards Series[12] | Résultats en ARCA Menards Series[12] | Résultats en ARCA Menards Series[12] | Résultats en ARCA Menards Series[12] | Résultats en ARCA Menards Series[12] | Résultats en ARCA Menards Series[12] | Résultats en ARCA Menards Series[12] | Résultats en ARCA Menards Series[12] | Résultats en ARCA Menards Series[12] | Résultats en ARCA Menards Series[12] | Résultats en ARCA Menards Series[12] | Résultats en ARCA Menards Series[12] |
| ------------------------------------ | ------------------------------------ | ------------------------------------ | ------------------------------------ | ------------------------------------ | ------------------------------------ | ------------------------------------ | ------------------------------------ | ------------------------------------ | ------------------------------------ | ------------------------------------ | ------------------------------------ | ------------------------------------ | ------------------------------------ | ------------------------------------ | ------------------------------------ | ------------------------------------ | ------------------------------------ | ------------------------------------ | ------------------------------------ | ------------------------------------ | ------------------------------------ | ------------------------------------ | ------------------------------------ | ------------------------------------ | ------------------------------------ | ------------------------------------ |
| Année                                | Équipe                               | No.                                  | Constructeur                         | 1                                    | 2                                    | 3                                    | 4                                    | 5                                    | 6                                    | 7                                    | 8                                    | 9                                    | 10                                   | 11                                   | 12                                   | 13                                   | 14                                   | 15                                   | 16                                   | 17                                   | 18                                   | 19                                   | 20                                   | 21                                   | Clas.                                | Pts                                  |
| 2012                                 | Eddie Sharp Racing (en)              | 6                                    | Chevrolet                            | DAY                                  | MOB                                  | SLM                                  | TAL                                  | TOL                                  | ELK                                  | POC                                  | MCH 13                               | WIN                                  | NJE                                  | IOW                                  | CHI                                  | IRP                                  | POC                                  | BLN                                  | ISF                                  | MAD                                  | SLM                                  | DSF                                  | KAN                                  |                                      | 46e                                  | 24                                   |
| 2015                                 | Leavine Family Racing (en)           | 4                                    | Chevrolet                            | DAY 2                                | MOB                                  | SLM                                  | TAL                                  | TOL                                  | ELK                                  | POC                                  | MCH                                  | ROA                                  | WIN                                  | CHI                                  | NJE                                  | POC                                  | BLN                                  | ISF                                  | MAD                                  | DSF                                  | IOW                                  | SLM                                  | KEN                                  | KAN                                  | 23e                                  | 36                                   |
| 2016                                 | Leavine Family Racing (en)           | 4                                    | Chevrolet                            | DAY                                  | MOB                                  | SLM                                  | TAL                                  | TOL                                  | NJE                                  | POC 1*                               | MCH                                  | ELK                                  | WIN                                  | CHI                                  | IRP                                  | POC                                  | BLN                                  | ISF                                  | MAD                                  | DSF                                  | SLM                                  | KEN                                  | KAN                                  |                                      | 29e                                  | 25                                   |

### 24 heures de Daytona
| Résultats aux 24 Heures de Daytona | Résultats aux 24 Heures de Daytona | Résultats aux 24 Heures de Daytona        | Résultats aux 24 Heures de Daytona | Résultats aux 24 Heures de Daytona | Résultats aux 24 Heures de Daytona | Résultats aux 24 Heures de Daytona | Résultats aux 24 Heures de Daytona | Résultats aux 24 Heures de Daytona |
| ---------------------------------- | ---------------------------------- | ----------------------------------------- | ---------------------------------- | ---------------------------------- | ---------------------------------- | ---------------------------------- | ---------------------------------- | ---------------------------------- |
| Saison                             | Écurie                             | Copilotes                                 | Voiture                            | Catégorie                          | N°                                 | Tours                              | Classement global                  | Classement dans la catégorie       |
| 24 Heures de Daytona 2014          | Chip Ganassi Racing                | Scott Dixon Tony Kanaan Marino Franchitti | Ford Riley DP                      | P                                  | 02                                 | 667                                | 15 DNF                             | 8 DNF[13]                          |
| 24 Heures de Daytona 2015          | Chip Ganassi Racing                | Scott Dixon Tony Kanaan Jamie McMurray    | Ford Riley DP                      | P                                  | 02                                 | 740                                | 1                                  | 1[14]                              |
| 24 Heures de Daytona 2016          | Chip Ganassi Racing                | Scott Dixon Tony Kanaan Jamie McMurray    | Ford Riley DP                      | P                                  | 02                                 | 708                                | 13                                 | 7[15]                              |

### Complete WeatherTech SportsCar
| Résultats en Complete WeatherTech SportsCare | Résultats en Complete WeatherTech SportsCare | Résultats en Complete WeatherTech SportsCare | Résultats en Complete WeatherTech SportsCare | Résultats en Complete WeatherTech SportsCare | Résultats en Complete WeatherTech SportsCare | Résultats en Complete WeatherTech SportsCare | Résultats en Complete WeatherTech SportsCare | Résultats en Complete WeatherTech SportsCare | Résultats en Complete WeatherTech SportsCare | Résultats en Complete WeatherTech SportsCare | Résultats en Complete WeatherTech SportsCare | Résultats en Complete WeatherTech SportsCare | Résultats en Complete WeatherTech SportsCare | Résultats en Complete WeatherTech SportsCare | Résultats en Complete WeatherTech SportsCare | Résultats en Complete WeatherTech SportsCare | Résultats en Complete WeatherTech SportsCare |
| -------------------------------------------- | -------------------------------------------- | -------------------------------------------- | -------------------------------------------- | -------------------------------------------- | -------------------------------------------- | -------------------------------------------- | -------------------------------------------- | -------------------------------------------- | -------------------------------------------- | -------------------------------------------- | -------------------------------------------- | -------------------------------------------- | -------------------------------------------- | -------------------------------------------- | -------------------------------------------- | -------------------------------------------- | -------------------------------------------- |
| Saison                                       | Écurie                                       | Catégorie                                    | Manufacturier                                | Moteur                                       | 1                                            | 2                                            | 3                                            | 4                                            | 5                                            | 6                                            | 7                                            | 8                                            | 9                                            | 10                                           | 11                                           | Clas.                                        | Pts                                          |
| 2014                                         | Chip Ganassi Racing                          | P                                            | Ford EcoBoost Riley DP                       | Ford Ecoboost 3.5 L V6 Turbo                 | DAY 8                                        | SEB                                          | LBH                                          | LGA                                          | DET                                          | WGL                                          | MOS                                          | IMS                                          | ELK                                          | COA                                          | PET                                          | 46e                                          | 24                                           |
| 2015                                         | Chip Ganassi Racing                          | P                                            | Ford EcoBoost Riley DP                       | Ford Ecoboost 3.5 L V6 Turbo                 | DAY 1                                        | SEB                                          | LBH                                          | LAG                                          | DET                                          | WGL                                          | MOS                                          | ROA                                          | COA                                          | PET                                          |                                              | 23e                                          | 36                                           |
| 2016                                         | Chip Ganassi Racing                          | P                                            | Ford EcoBoost Riley DP                       | Ford Ecoboost 3.5 L V6 Turbo                 | DAY 7                                        | SEB                                          | LBH                                          | LAG                                          | DET                                          | WGL                                          | MOS                                          | ROA                                          | COA                                          | PET                                          |                                              | 29e                                          | 25                                           |

## Trophées et récompenses

### 2025
- Vainqueur du Straight Talk Wireless 400 en Cup series;
- Vainqueur du Food City 500 en Cup et Xfiniyty Series ;
- Vainqueur du Baptist Health 250 en Truck Series.

### 2024
- Vainqueur du Pennzoil 400
- Vainqueur du AdventHealth 400 ;
- Vainqueur du Toyota/Save Mart 350 ;
- Vainqueur du Brickyard 400 ;
- Vainqueur du Bass Pro Shops NRA Night Race ;
- Vainqueur du Bank of America Roval 400 ;
- Vainqueur du NASCAR Craftsman Truck Series at Homestead–Miami (en) (en Truck Series).

### 2023
- Vainqueur du Toyota Owners 400 ;
- Vainqueur du NOCO 400 ;
- Vainqueur du Cook Out Southern 500 ;
- Vainqueur du South Point 400 ;
- Vainqueur du Shriners Children's 200 (en Xfinity Series).

### 2022
- Pole position au Daytona 500 ;
- Vainqueur du Wise Power 400 ;
- Vainqueur du Go Bowling at The Glen ;
- Vainqueur du Dixie Vodka 400.

### 2021
- Champion de la NASCAR Cup Series ;
- Champion de la NASCAR Cup Series au terme de la saison régulière ;
- Vainqueur de la NASCAR All-Star Race (Cup Series) ;
- Vainqueur de la Coca-Cola 600 (Cup Series) ;
- Vainqueur de la Prairie Dirt Classic ;
- Vainqueur de la 37th Kings Royal ;
- Vainqueur de la Knoxville Nationals ;
- Vainqueur de la Chili Bowl Nationals.

### 2020
- Vainqueur de l'Indiana Midget Week ;
- Vainqueur de la Pennsylvania Speedweek ;
- Vainqueur de la Hoosier Hundred ;
- Vainqueur de la Chili Bowl Nationals.

### 2019
- Vainqueur de la NASCAR All-Star Race (Cup Series) ;
- Vainqueur du Turkey Night Grand Prix.

### 2016
- Vainqueur du Turkey Night Grand Prix ;
- Vainqueur du Aspen Dental Eldora Dirt Derby.

### 2015
- Vainqueur des 24 Heures de Daytona.

### 2014
- Débutant (Rookie) de la saison en NASCAR Cup Series.

### 2013
- Débutant de la saison en NASCAR Xfinity Series.

### 2012
- Champion de la NASCAR K&N Pro Series East ;
- Débutant de la saison en NASCAR K&N Pro Series East.
- Vainqueur du Turkey Night Grand Prix.

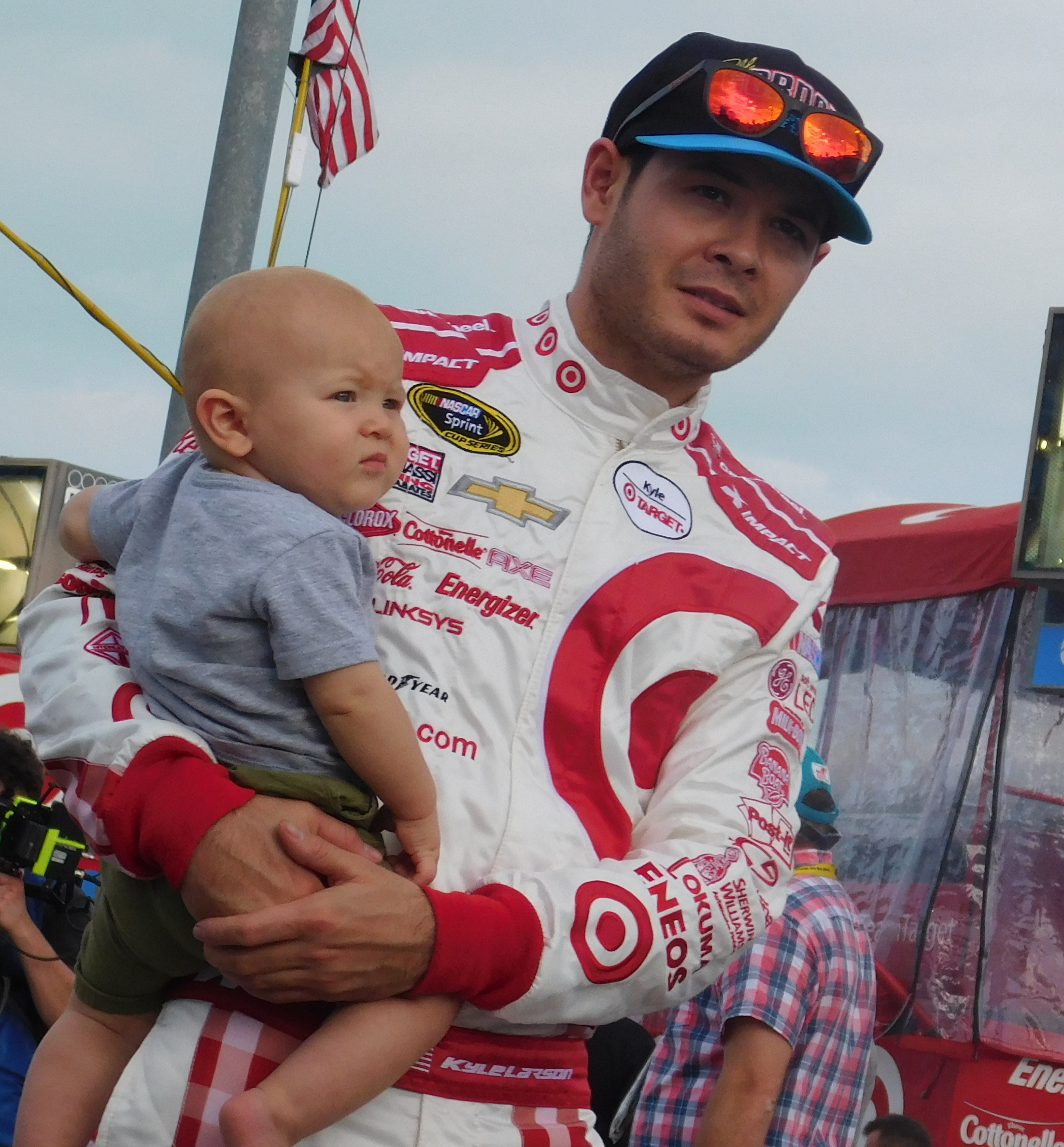
Kyle Larson avec son fils Owen Miyata au Homestead–Miami Speedway en 2015.

### 2011
- Champion de la Belleville Midget Nationals ;
- Débutant de la saison en USAC Silver Crown Series.

## Vie privée
La mère de Larson est américaine d'origine japonaise et ses parents ont passé du temps dans un camp d'internement japonais. Il est marié depuis le 26 septembre 2018 avec Katelyn Sweet, sœur du pilote NASCAR Brad Sweet (en).
Le couple a eu deux enfants avant leur mariage, un garçon, Owen Miyata Larson, né en 2014 et une fille, Audrey Layne Larson, née en 2018 .

## Référence
1. ↑  (en) Résultats du Pure Michigan 400 2016 (racing-reference.info)
2. ↑  (en) NASCAR'S Kyle Larson uses racial slur during iRacing event, sur cbsnews.com, 13 avril 2020.
3. ↑  Kyle Larson est congédié après ses propos racistes, sur rds.ca, 14 avril 2020.
4. ↑  Matt Kenseth remplacer Kyle Larson chez Ganassi, sur rds.ca, 27 avril 2020 (consulté le 28 avril 2020).
5. 1 2 3  (en-US) « Driver », sur Racing-Reference (consulté le 2 avril 2022).
6. ↑  (en-US) « Misc Stats », sur Racing-Reference (consulté le 30 juillet 2022).
7. ↑  (en-US) « Misc Stats », sur Racing-Reference (consulté le 30 juillet 2022).
8. ↑  (en-US) « Misc Stats », sur Racing-Reference (consulté le 30 juillet 2022).
9. ↑  (en-US) NASCAR Digital Media, LLC, « Kyle Larson – NASCAR Camping World Truck Series Results » [doc], sur Racing-Reference, 29 juillet 2022 (consulté le 30 juillet 2022).
10. ↑  (en-US) « Kyle Larson – 2012 NASCAR K&N Pro Series East Results », sur Racing-Reference (consulté le 30 juillet 2022).
11. ↑  (en-US) « Kyle Larson – 2014 NASCAR K&N Pro Series West Results », sur Racing-Reference (consulté le 30 juillet 2022).
12. ↑  (en-US) « Kyle Larson – 2012 ARCA Racing Series Results », sur Racing-Reference (consulté le 30 juillet 2022).
13. ↑  (en-US) « Kyle Larson – 2014 United SportsCar Championship Results », sur Racing-Reference (consulté le 30 juillet 2022).
14. ↑  (en-US) « Kyle Larson – 2015 United SportsCar Championship Results », sur Racing-Reference (consulté le 30 juillet 2022).
15. ↑  (en-US) « Kyle Larson – 2016 United SportsCar Championship Results », sur Racing-Reference (consulté le 30 juillet 2022).
16. ↑  (en-US) Victor Mather, « Who Is Kyle Larson? », The New York Times,‎ 14 avril 2020 (ISSN 0362-4331, lire en ligne, consulté le 30 juillet 2022).
17. ↑  (en-US) Long, Dustin, « Racing community celebrates Kyle Larson's wedding », NBC Sports, 27 septembre 2018 (consulté le 17 janvier 2021).
18. ↑  (en-US) Lerner, Preston, « The Kid: Kyle Larson », 11 septembre 2013 (consulté le 26 mars 2014).
19. ↑  (en-US) « Kyle Larson, girlfriend welcome baby boy », sur NASCAR.com, NASCAR Media Group, LLC (consulté le 30 juillet 2022).
20. ↑  (en-US) Long, Dustin, « Kyle Larson's son Owen to be a big brother in 2018 », NBC Sports, 8 novembre 2017 (consulté le 9 novembre 2017).